# World Magazine
Pour les articles homonymes, voir World.
World Magazine (ou WORLD) est un magazine d'information bihebdomadaire américain, protestant et conservateur.